# Veliki požar v Stockholmu (1625)
Veliki požar v Stockholmu leta 1625 je bil med prvimi znanimi obsežnimi požari v Stockholmu pred spremembami mestnega načrta v 17. stoletju. Požar se je začel zvečer 1. septembra 1625 v Kåkbrinkenu in opustošil jugozahodni del mesta Stadsholmen. Trajal je tri dni in naj bi uničil petino takratne infrastrukture Stockholma. Požar je povzročil gradnjo novega mesta na požganih območjih in novo, strožjo organizacijo inšpekcijskih pregledov ukrepov za preprečevanje požarov v mestu.

## Opis
Požar se je začel zvečer 1. septembra 1625 v hiši na dnu Kåkbrinkena. Dve ženski, pivovarka in služkinja, sta delali v pivovarni Hendricha Tönissona in nista bili dovolj previdni. Okoli desete ure je stolpni čuvaj v Storkyrkanu opazil dim, ki se je dvigal iz strehe pivovarne. Takrat je pihal močan veter iz jezera Mälaren in ognja ni bilo mogoče ustaviti, in se je hitro razširil med lesenimi hišami in skladišči drv v ozkih ulicah. Ogenj je segel vse do kamnite hiše na Västerlånggatanu in nekaj časa je bila ogrožena Nemška cerkev. Cerkev je dvakrat zagorela, a so jo rešili. Zaman so poskušali ustaviti širjenje ognja z mokrimi jadri in oblačili, razprostrtimi po brezovih strehah.
Stavbe zahodno od Västerlånggatana so nenačrtovano zrasle zunaj starega mestnega obzidja, ki ga niso več vzdrževali. Ob ozkih vodnih ulicah proti jezeru Mälaren so stale lesene in pollesene hiše za različne gospodarske namene, vključno s pivovarnami in skladišči za les, ki so bila dobro založena za zimo. Vse to je v kombinaciji z močnim vetrom dobro podžigalo ogenj. Veliko območje južno od Kåkbrinkena in zahodno od Västerlånggatana je bilo popolnoma uničeno. Potek požara je bil značilen za požare, ki so pestili švedska mesta in so se kasneje začeli uporabljati za urbanistične predpise.

## Razsodba
Vprašanje krivde ni bilo nikoli razjasnjeno in besede so si na zaslišanjih nasprotovale. Možno je bilo, da so bile ženske v pivovarni neprevidne ali da je bil dimnik v slabem stanju. Pivovarko in služkinjo so po nekaj več kot mesecu dni izpustili proti varščini. Hkrati pa so nekatere člane mestne gasilske brigade obtožili malomarnosti. Tudi stolpnega čuvaja Velike cerkve so obtožili, da ni bil točen. Posledica tega je bila poostritev ukrepov za preprečevanje požarov, kar je pomenilo, da so morali gasilski poveljniki in gasilci pregledati dimnike in lesene strehe ter zagotoviti, da imajo hiše potrebno gasilno opremo.

## Posledice
Junija 1626 so lastniki nepremičnin, ki jih je prizadel »strašni požar«, od kralja prejeli zagotovilo, da bodo šest let oproščeni davkov. Pogoj je bil, da se upošteva nov mestni načrt in da so hiše zgrajene iz kamna.
Marca 1627 so postavili prve zvonike, ki so označevali nov mestni načrt skozi požgano območje in sčasoma tudi skozi dele, ki jih je požar prizadel. Tu je bila zgrajena prva mestna paradna ulica, Stora Konungsgatan (danes Stora Nygatan), vzporedno z njo pa Lilla Konungsgatan (danes Lilla Nygatan). Srednjeveški stolpi so bili porušeni in prodani kot gradbeni material. Rekonstrukcija velja za prvo ureditev Stockholma.
Zemljevid iz leta 1626 prikazuje novo načrtovano območje z ozkimi pravilnimi bloki, kjer je pustošil požar. Parcele so imele približno dimenzije 14 x 37,5 alnarjev (približno 8,5 x 22,5 metra). Predlog je verjetno izdelal  inženir Heinrich Thomé. V kasnejšem predlogu so bili večji bloki narisani na celotni zahodni strani Stadsholmena.